# Kås, Danmark
Kås (även: Kaas) är en tätort i Jammerbugts kommun i Region Nordjylland i Danmark. Tätorten har 2 319 invånare (2024). Den ligger på ön Vendsyssel-Thy, cirka 5,5 kilometer nordväst om Åbybro.